# 内藤信成
内藤 信成（ないとう のぶなり）は、室町時代後期（戦国時代）から江戸時代初期の日本の武将、譜代大名。松平広忠の庶子で徳川家康の異母弟とされ、家康の近臣として仕える。信成系内藤家の始祖で、越後国村上藩の藩祖。藤基神社で祀られる。

## 概要
『藩翰譜』では、母は家康家臣の内藤清長の娘で松平広忠の寵愛を受けて信成を身籠り、嶋田景信に嫁して3月後に出産、事情を知った清長がこれを養子として育てたといわれている。
13歳で松平元信（徳川家康）に会見し、偏諱を与えられて「信成」と名乗り、以降その近臣として家康とともに数々の戦に参戦する。
猛将として知られ、家康生涯最大の敗戦とされる三方ヶ原の戦いでは、敗走する家康を護るため、本多忠勝とともに殿を務めあげ「相違なく備を引き上げて濱松に帰ってきたので、その武勇を賞讃された」とある。
関ヶ原の戦い翌年の慶長6年（1601年）には、駿河国駿府城主となり4万石の大名となる。家康が将軍職を退き大御所となり駿府城へ居を移すまでの間、駿府城主であったことからも、家康からの信任の篤さを物語っている。その後、近江国長浜城主となり、慶長17年（1612年）に68歳で没する。
信成を始祖とする内藤家は、後に越後国村上藩主となり、幕末まで栄える。信成は村上市にある藤基神社に祀られ、歴代当主は同市にある光徳寺に墓所を構えている。
なお、講談師が最初に習う「三方ヶ原軍記」には、信成が敵陣を探る「内藤の物見」という段が存在する。

## 生涯

### 出自
『藩翰譜』では、母は家康家臣の内藤清長の娘で松平広忠の寵愛を受けて信成を身籠り、嶋田景信に嫁して3月後に出産、事情を知った清長がこれを養子として育てたといわれている。
一方、『寛永諸家系図伝』では清長の息子である内藤家長の養子として扱い、家長が実子をもうけたために、別に家康に仕えたとされていた。しかし天文15年（1546年）生まれの家長が、年上の信成を養子とする理由はなく、「貞享書上」において清長の養子として訂正され（同前）、以降『藩翰譜』『寛政譜』はこれに従っている。

### 元服・初陣
弘治3年（1557年）に13歳で松平元信（徳川家康）に会見、偏諱を与えられて「信成」と名乗り、その側近となった。
永禄元年（1558年）、三河の広瀬城主・三宅右衛門尉が家康の命令を拒んだので、家康は内藤清長を将として軍勢を差し向けさせた。信成は養父・清長とともに奮戦して敵をなやまし、遂に敵は降参し軍を収めた。この時信成は14歳の初陣であり、殊勲を立て諸士より賞賛されたとある。

### 三河一向一揆
永禄5年（1562年）信成が18歳の時、三河において一向宗の僧が一揆を起こした時に、同国上野城主が立てこもったので、家康は自ら出馬して之を攻めた（三河一向一揆）。信成はこれに供奉して力戦していたところ、城から坂部と名乗って駆け出て戦う勇ましい武士があった。信成は相手となって大いに戦い、遂には坂部の首を取った。家康の眼前において比類ない働きをしたので、その軍功により三河国中島に初めて600石の領地を賜った。

### 三方ヶ原の戦い
元亀3年（1572年）、武田信玄は信濃国から徳川領の遠江へと侵攻する。家康は、内藤信成・本多忠勝を偵察に先行させ、自身も3,000の軍勢を率いて出陣した。先行していた本多・内藤率いる偵察隊は武田の先発隊と遭遇し、一言坂で戦いが始まる。徳川軍の望まぬ形で開戦し、また兵の多寡もあり、家康は撤退を決めた。信成は本多忠勝らとともに殿を務めることで、家康本隊は無事浜松城へ帰還することができた。
徳川軍は一度は浜松城へ撤退したものの、信玄の策にはまり浜松城から出撃し、三方ヶ原台地で合戦となる。日没までのわずか2時間ほどの会戦であったが、武田軍の死傷者200人に対し、徳川軍は死傷者2,000人といわれるほどの大敗を期すこととなった。
この際、家康から味方の軍を浜松城へ引き取る間、誰か残り防戦を遂ぐべき者はないかとの旨があったが、皆ことごとく疲れて誰も引き受ける者がいなかった。その時、信成が進み出でて「某相残るべし」と申し出た。信成は苦戦奮闘大いに努め、敵を倒すこと数知れず、遂に信玄は夜明けた後に軍勢を納めたという。

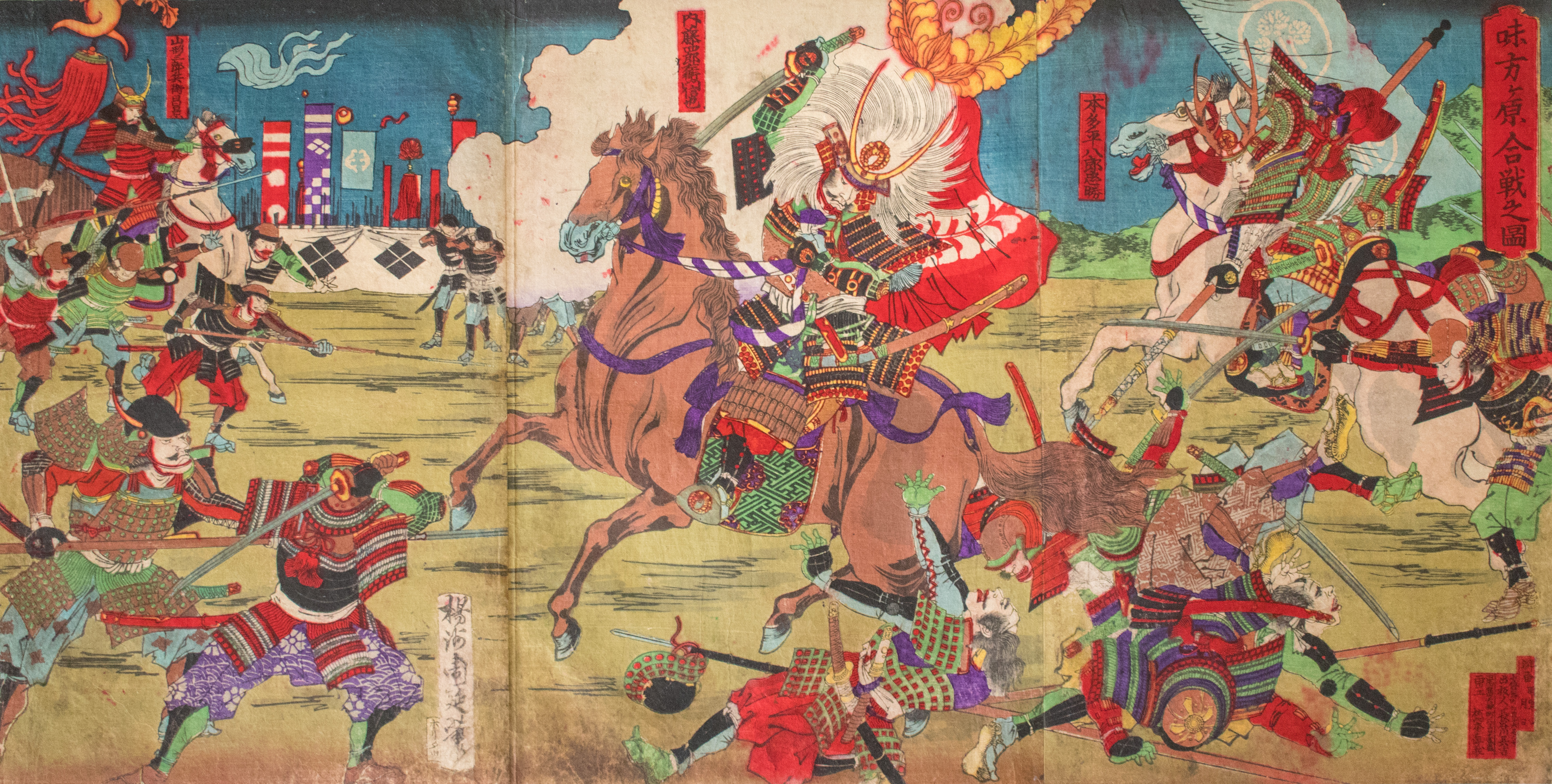
「味方ヶ原合戦之図」揚州周延画

### 長篠の戦いから関ヶ原の戦い
天正3年（1575年）の長篠の戦いの際、家康の先手侍大将は信成であった。この時、信成の背物は「金の軍配団扇に黒い七星」であったと伝わる。武田方は2万余をもって攻めてきたが、信成は大いに奮戦し、その功績を織田信長から賞賛されたと『寛政譜』に記述がある。この時、信長たっての願いにより、信成が信長の面前で面頬を外しその面を見せたと記録がある。
その後も高天神城の戦いや小牧・長久手の戦いにて活躍し、特に後者では清州城の守備も担った。天正17年（1589年）には6,000石を加増されて甲斐国常光寺城の城主となる。
天正18年（1590年）小田原征伐に参陣した際、小田原北条氏は滅亡して、所領はことごとく家康の手にわたった。この時、豊臣秀吉がその「武備を感じ」（『寛政譜』）目通りを許したという。信成に「伊豆国韮山の城を賜るべし」との秀吉の命によって家康はこれを信成に与え、家康の関東入国の後に伊豆国1万石を与えられて韮山城の城主となった。伊豆は当時の徳川領では西端の国で、隣国の駿河は豊臣家古参の家臣である中村一氏が領しており、伊豆は徳川領防衛の要であった。この際、韮山城とともに家康が最も優秀な配下の与力侍10人を家来に与える旨述べ、以降この10人は内藤家の重臣となり「内藤十騎」と称せられた。後に内藤家が村上藩主となったあとは「村上藩十騎」と称せられた。
慶長5年（1600年）の関ヶ原の戦いでは、駿河国沼津の三枚橋城を守備した。合戦の直前、家康が沼津へ立ち寄った際に信成は、守備ではなく家康とともに相従することを願ったが、家康は「子をしてこの城を守らせたのは特別な理由がある。行って関ヶ原で戦うことも、留まって城を死守することも功は一つである」と言ってなだめた。家康は小牧・長久手の戦いでも関ヶ原の戦いでも、大きな戦いの際には信成を必ず守りの要所につかせるようにしていたとされる。

### 晩年
関ヶ原の戦いの翌年、駿府城主となり4万石の大名となる。慶長8年（1603年）に従五位下・豊前守に任ぜられた。
慶長11年（1606年）、采地を改められて近江国4万石を領し、長浜城を居所とした。これは家康が駿府に退隠したことによる国替えであり、家康が大御所となり駿府へ居を移すまでの間、家康が特に大切にしていた駿府城を任されていることからも家康からの信任の篤さを物語っている。また当時の譜代大名の配置は近江や伊勢を西端にした東国に集中し、徳川家に臣従しない豊臣秀頼が治める大坂以西の西国には配置されていなかった。その西端の近江に移したことで、家康からの信任の篤さを物語っている。
慶長17年（1612年）7月24日、長浜城において68歳で病没（前掲「内藤家譜」）。法名は法善院殿陽竹宗賢大居士（同前）。御霊は村上市に鎮座する藤基神社で祀られている。

## 系譜
子女は『寛政重修諸家譜』は養子・養女を含め3男3女を記している（新訂1巻201から202頁）。
父母
- 松平広忠（実父）
- 内藤清長の娘（実母）
- 内藤清長（養父）

正室
- 粟生長勝の娘

子女
- 内藤信正（長男） 生母は正室
- 内藤信広（次男） 生母は正室
- 三條某室
- 井出正信室
- 遠藤俊春室
- 丹羽定明室、のち樅山貞正室